# Viera Lomjanská
Viera Lomjanská, coniugata Kováčiková (Levice, 18 novembre 1970), è un'ex cestista slovacca, fino al 1992 cecoslovacca.
È la moglie di Peter Kováčik e la madre di Nikola Kováčiková.

## Carriera
Con la Slovacchia ha disputato tre edizioni dei Campionati europei (1995, 1997, 1999).